# Lasocin (powiat kielecki)
Lasocin – wieś w Polsce położona w województwie świętokrzyskim, w powiecie kieleckim, w gminie Łopuszno.
W latach 1975–1998 miejscowość należała administracyjnie do województwa kieleckiego.
Wierni Kościoła rzymskokatolickiego należą do parafii Wniebowzięcia Najświętszej Maryi Panny i św. Tekli w Mninie.
Wierni Kościoła rzymskokatolickiego należą do parafii Wniebowzięcia Najświętszej Maryi Panny i św. Tekli w Mninie.

## Położenie
Wieś Lasocin w gminie Łopuszno leży na niewielkim wzniesieniu, wśród lasów, 26 km na północny zachód od Kielc.

## Zabytki
W Lasocinie znajduje się zespół pałacowy z początku XIX w. Składały się nań pałac o powierzchni 800 metrów kwadratowych z 16 pomieszczeniami mieszkalnymi, oficyna, dwie stodoły, spichlerz, budynek gospodarczy i blisko 8-hektarowy park. Pałac wyposażony był w centralne ogrzewanie, telefon i elektryczność.
Według Stanisława Niemojewskiego: „Frontowe wejście prowadziło do holu. Za nim mieściła się jadalnia. Po prawej stronie gabinet ojca, a w głębi tak zwany kredens, czyli pomieszczenie przy kuchni. Na lewo pamiętam salonik, dalej salon. Ja i brat mieszkaliśmy w prawym skrzydle”.
Z pałacu do Mnina prowadziła Aleja Lipowa. Pałac wybudowała Ludwika z Niemojewskich Kołłątajowa Zarząd nad majątkiem po śmierci zaledwie 29-letniego męża przejęła Krystyna Karsch-Niemojewska. Po wkroczeniu Niemców we wrześniu 1939 roku opuściła dobra i wróciła do Kielc. Nigdy już do Lasocina nie wróciła.
Z danych wojewódzkiego konserwatora zabytków w Kielcach wynika, że pałac był użytkowany do 1958 roku. Najpierw zespół pałacowy dostał się Spółdzielni Kółek Rolniczych w Łopusznie, a od 1977 roku gospodarzy w nim Rolnicza Spółdzielnia Produkcyjna Lasocin. W lutym 1995 roku spłonęła jedna z zabytkowych stodół. Odnowiona została przez RSP. W 1997 roku pałacyk znalazł się na liście wystawionych do wykupu na cele hotelarsko-rekreacyjne.
Park został wpisany do rejestru zabytków nieruchomych (nr rej.: A.414 z 20.12.1957).